# Takumi Nakazawa
Takumi Nakazawa (中澤 工, Nakwa Takumi) (nacido el 19 de noviembre de 1976) es un guionista de videojuegos japonés y fundador de la editorial de novelas visuales Regista. Trabajó en KID desde 1998 hasta 2004, y lo dejó para formar Regista tras el lanzamiento de Remember 11: The Age of Infinity. Desde 2017, trabaja en Too Kyo Games.

## Trabajo

### Videojuegos
| Año  | Título                                 | Función                         |
| ---- | -------------------------------------- | ------------------------------- |
| 1999 | Memories Off                           | Director                        |
| 2000 | Never 7: The End of Infinity           | Director, escritor de escenario |
| 2001 | Close To: Inori no Oka                 | Director, escritor de escenario |
| 2001 | Memories Off 2nd                       | Director, escritor de escenario |
| 2002 | Subete ga F ni Naru                    | Escritor de escenario           |
| 2002 | Ever 17: The Out of Infinity           | Director, escritor de escenario |
| 2004 | Remember 11: The Age of Infinity       | Director, escritor de escenario |
| 2006 | I/O                                    | Director, escritor de escenario |
| 2007 | Myself ; Yourself                      | Director                        |
| 2008 | Secret Game: Killer Queen              | Director                        |
| 2012 | Root Double: Before Crime * After Days | Director                        |
| 2013 | Rebellions: Secret Game 2nd Stage      | Director                        |
| 2016 | Punch Line                             | Director                        |
| 2020 | Death Come True                        | Ayudante de escenario           |
| 2020 | World's End Club                       | Director                        |
|      | Tribe Nine                             |                                 |

### Novelas ligeras
| Año  | Título                    | Función  |
| ---- | ------------------------- | -------- |
| 2007 | Yo ; Tú Sorezore Obertura | Escritor |